# Marambio kutatóállomás
A Marambio kutatóállomás (spanyolul: Base Marambio) egy Argentínához tartozó kutatóállomás az Antarktiszon. Argentína úgy tekint rá, hogy Tűzföld tartomány Antártida Argentína megyéjéhez tartozik.
Főként meteorológiai kutatásokat végeznek itt, valamint légi logisztikai központként szolgál.

## Földrajz
A bázis az Antarktiszi-félsziget közelében, annak északi végéhez közel, a Weddell-tengerben elhelyezkedő, 1956 óta Vicecomodoro Marambiónak nevezett szigeten található. Ennek délnyugati része egy olyan fennsík, amely általában jégborítás-mentes.

## Története
Az állomás nevét Gustavo Argentino Marambio tiszteletére kapta, aki 1951. december 1-én Río Gallegosból egy Avro Lincoln típusú repülőgépen, a Cruz del Suron a közeli San Martín kutatóállomás fölé repült, hogy oda élelmiszereket és egyéb eszközöket dobjon le a nehéz helyzetbe került legénységnek.
Az 1940-től egyre fokozódó argentin érdeklődés az Antarktisz iránt szükségessé tette egy olyan kifutópálya építését, amely egész évben használható a kerekekkel rendelkező gépek számára. A legalkalmasabb helyszínnek a Marambio-szigetet találták. 1968. november 25-én már két helikopter is leszállt a szigetre, majd 1969. augusztus 30-án az argentin légierő Patrulla Soberanía nevű munkacsoportja vette birtokba azt. Három hónapos munkával felépítették a kifutópályát, ahova az első gép, amely leszállt, egy DHC–2 Beaver volt, amely a Matienzo kutatóállomásról érkezett ide. 1969. október 29-én a légierő egy Fokker F27-ese is leszállt a pályán: ez volt az első alkalom, hogy egy más kontinensről felszálló (ez a gép Río Gallegosból indult), hagyományos futóművel rendelkező repülő sikeresen földet érjen az Antarktiszon.
A bázis két kifutópályával rendelkezik. Az eredeti 1200 méter hosszú, 30 méter széles, a 2015-ben épült második pálya pedig 1600 méter hosszú és 45 méter széles. Ez utóbbi az egész Antarktisz legnagyobb ilyen létesítménye.

## Képek

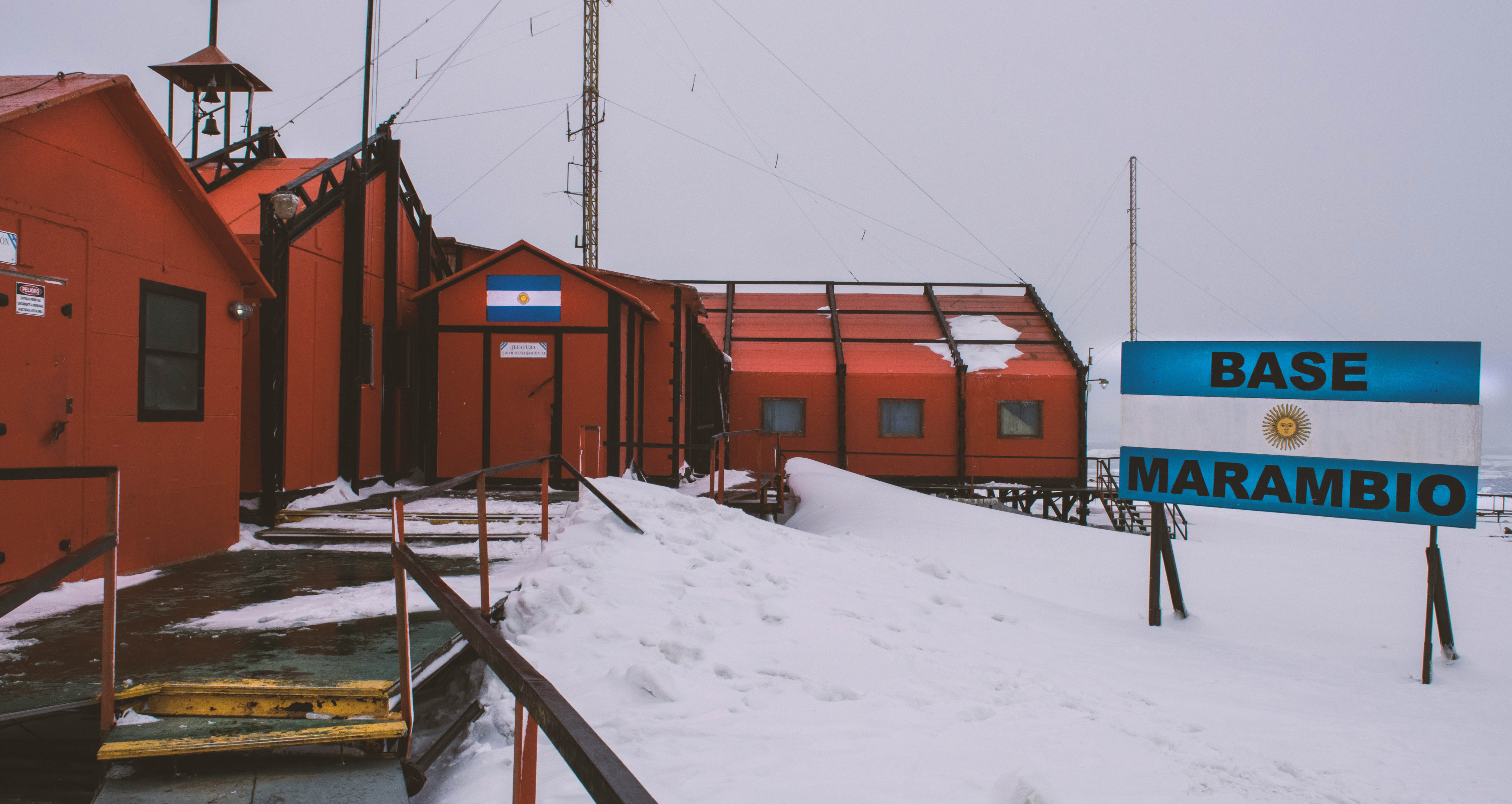
2017-ben
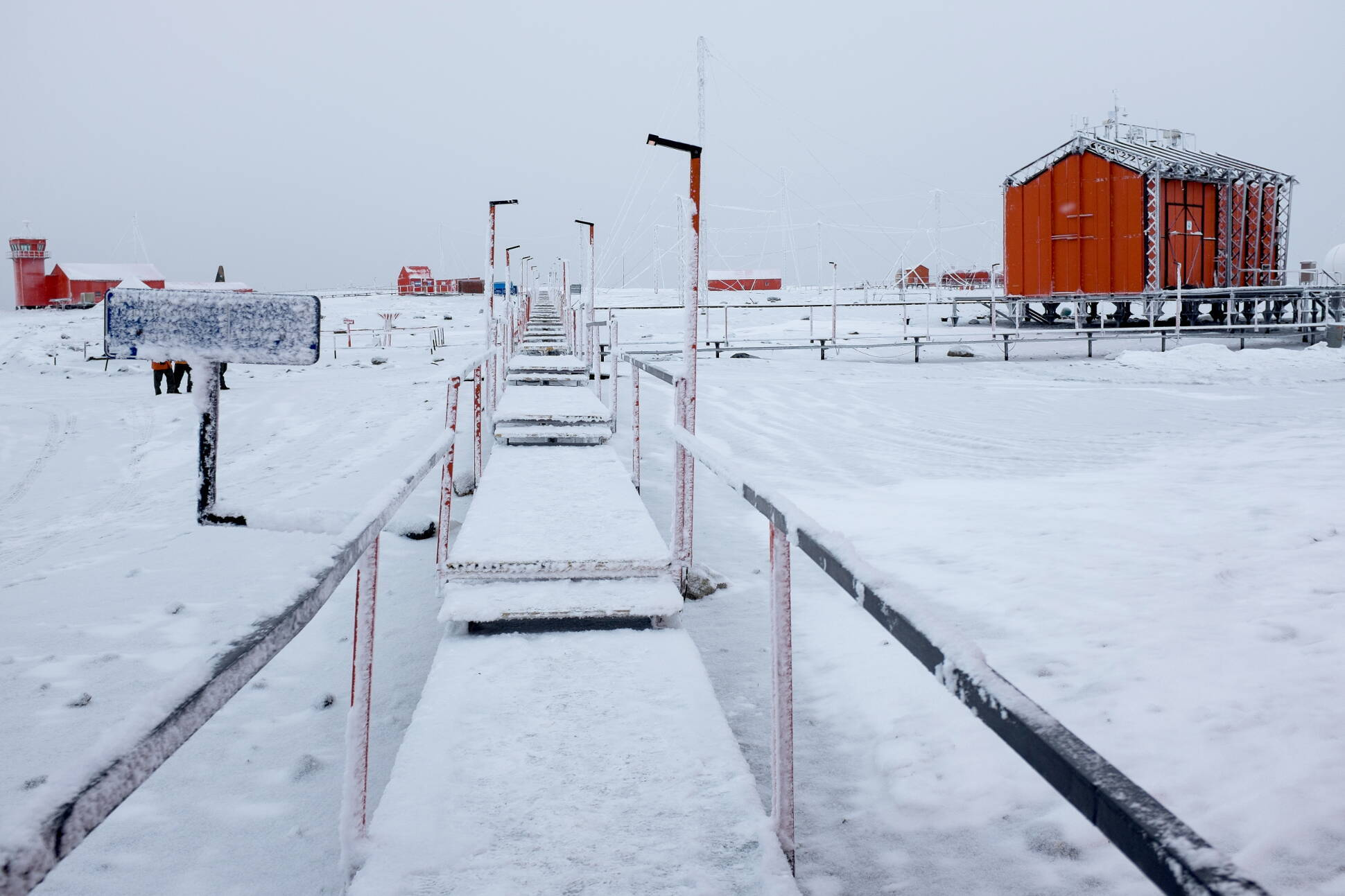
Behavazva
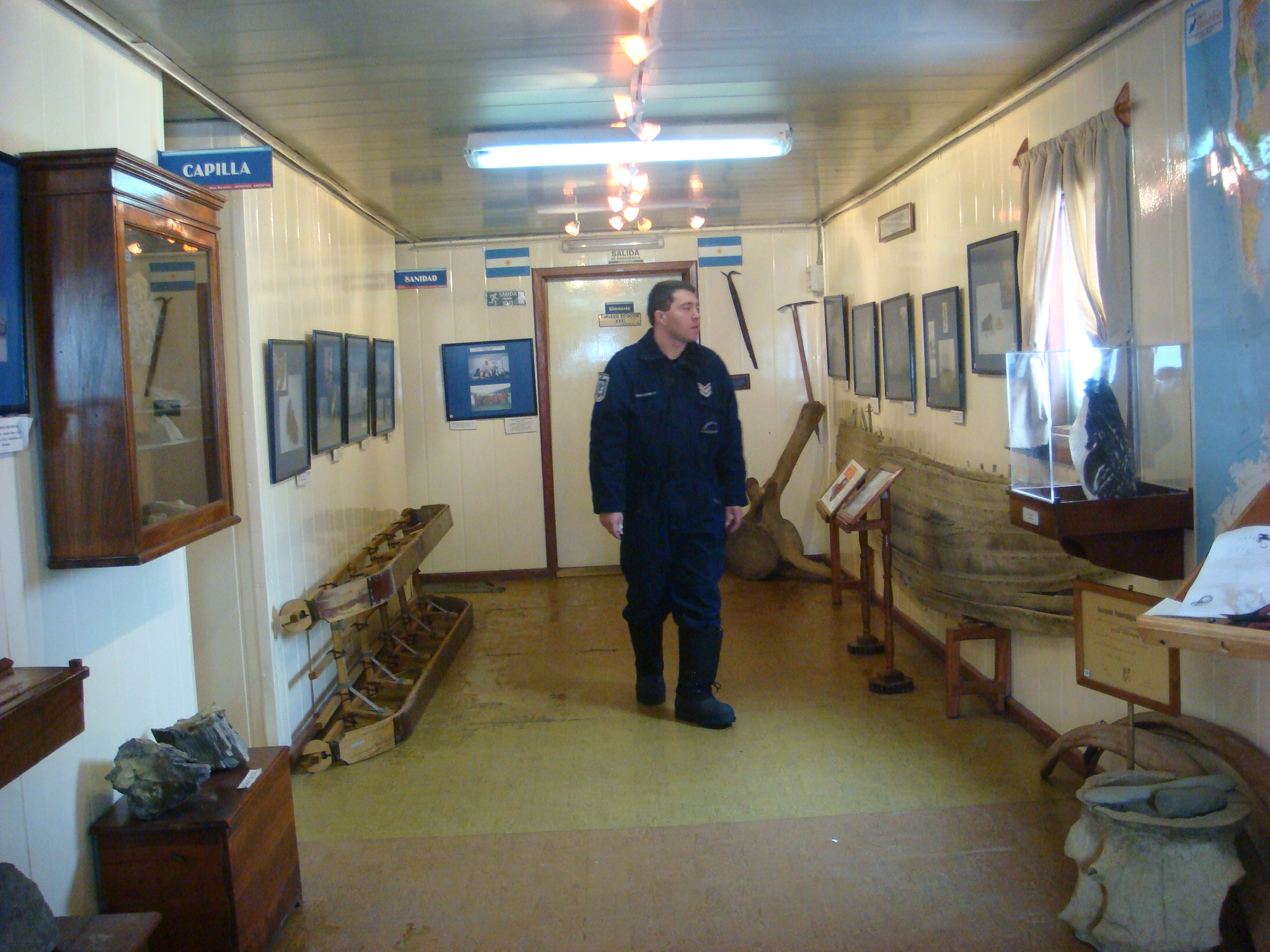
Egy kis múzeum a bázison
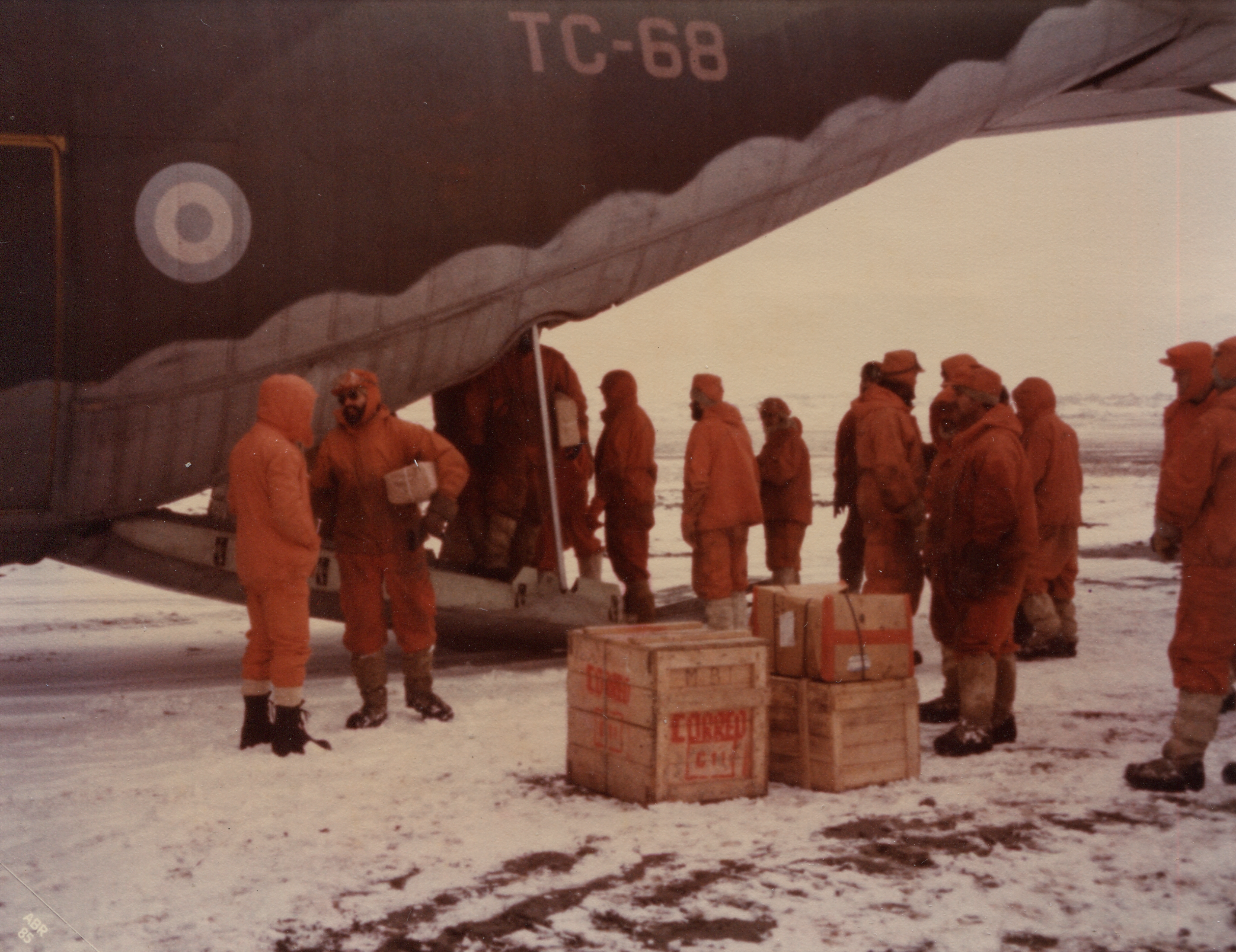
1984-es kép